# 陪睡女友～緊緊抱著你～
《陪睡女友～緊緊抱著你～》是戲畫於2018年1月26日發售的戀愛冒險類型成人遊戲。其PlayStation 4、PlayStation Vita與任天堂Switch的遊戲版本由Entergram於2019年2月21日發售。於2018年9月發售OVA。

## 遊戲簡介
玩家在玩《陪睡女友～緊緊抱著你～》的時候主要是觀看和聆聽故事情節的發展，不過在部分的預設段落中玩家須藉由點擊的方式選擇行為選項，而這些選擇將會影響之後的人物的行動或者是反應。遊戲藉由這些相互連接的劇情分歧點而組織成多條故事路線，而遊戲的選項便會影響玩家所挑選的故事劇情內容，包含玩家操控的角色和遊戲人物之間的色情場景，並且進入不同的結局。

## 故事簡介
小鳥谷航平在升上高二後每天都會作從高空墜落的夢，所以總是睡眠不足。某天午休時，航平發現學校頂樓的溫室是個午睡的好地方，當他睡醒後，發覺身邊多了一名跟他一起午睡的女孩，而這名女孩便是航平班上都不來上課的同班同學熊倉夜明。航平在認識夜明後，兩人變成了好朋友並組成午睡同盟。但是某天學生會長發現原本是園藝社社團教室的溫室並沒有被正當使用而決定收回，不希望讓溫室的使用權被收走的航平決定和夜明一起解決這個危機。

## 登場角色
※聲優為PC版／PS4、PSVita、Switch版

### 主要角色
小鳥谷航平（聲：古河徹人（OVA））
作品男主角。來巢學園二年級生，每天都會作從高空墜落的夢而睡眠不足，甚至因為經常在課堂上睡覺被視為問題學生。
熊倉夜明（聲：夏和小／藤田茜）
來巢學園二年級女學生，航平的同班同學。上學時都待在學校的溫室裡面，並且因為都不在教室上課而有「SSR角色」之稱。總是一副想睡的表情。
花塚藍果（聲：／櫻咲千依）
航平的表妹，來巢學園一年級生。升上高中後搬到小鳥谷家裡住。是御宅族，但怕被別人嘲笑而一直沒對任何人坦承。有繪畫的嗜好。
片桐燕（聲：歩サラ／岡本理繪）
航平的學姐，來巢學園三年級生，前任的學生會長。成績優秀。知道夜明的事情並主動照顧她。
千雪燈子（聲：橘まお／中村麻未）
來巢學園二年級女學生，航平的同班同學，美術社成員。和航平關係親近甚至常說黃色笑話。平常會在保健室偷懶睡覺。

### 其他角色
小鳥谷凜空（聲：立花沙羅／水崎櫻）
航平的妹妹，來巢學園一年級生。個性冷靜，負責包辦家裡所有家事。對航平的生活態度感到不滿並希望他有所改善。
船生紫子（聲：鈴田美夜子／若林直美）
現任學生會長，來巢學園二年級生。身材嬌小。性格極度認真且頑固，無法原諒敗壞學校風氣的人。
船生菜菜子（聲：／村田綾野）
學校的保健老師，紫子的姐姐。性格隨意。以前曾是來巢學園美術社的成員。
熊倉朝音（聲：上間江望／同左）
夜明的姐姐，來巢學園三年級生。性格開朗且平易近人。

## 主題曲
片頭曲
作詞、主唱：上間江望，作曲、編曲：xaki
片尾曲「feather song」
作詞、主唱：上間江望，作曲、編曲：xaki

## OVA
OVA版《陪睡女友～緊緊抱著你～ THE ANIMATION》是由Seven製作的成人動畫，於2018年9月28日發售。

## 評價
《陪睡女友～緊緊抱著你～》在Getchu.com的2018年1月銷量榜上排名第9名。於「萌系遊戲大賞」2018年1月的月間賞獲得第5名。

## 外部連結
- 陪睡女友～緊緊抱著你～遊戲官網 （页面存档备份，存于）（日語）
- PS4、PSV、Switch版本遊戲官網 （页面存档备份，存于）（日語）
- 《陪睡女友～緊緊抱著你～》在視覺小說數據庫的頁面 （英文）